# Monts de la Marche
I Monts de la Marche sono una regione naturale montuosa della Francia, parte del Massiccio Centrale. Parte dei Monts du Limousin, tra le regioni della Nuova Aquitania e del Centro, prendono il nome dall'antica Contea della Marche, che si estendeva in questa zona. Fanno parte dei monts de la Marche i Monts d'Ambazac, i Monts de Blond e le montagne di Toulx-Sainte-Croix.